# Gehry Tower
 (novembre 2023).
Si vous disposez d'ouvrages ou d'articles de référence ou si vous connaissez des sites web de qualité traitant du thème abordé ici, merci de compléter l'article en donnant les références utiles à sa vérifiabilité et en les liant à la section « Notes et références ».
Gehry Tower est un immeuble inauguré en 2001 à Hanovre en Allemagne, conçu  par l’architecte canadien Frank Gehry.

## Historique
Cet immeuble a été commandé par les services des transports de la ville de Hanovre, pour lesquels Frank Gehry a également conçu un arrêt d'autobus. Sa construction a commencé en 1999 et son inauguration a eu lieu le 28 juin 2001. 
Construite en acier inoxydable, la tour est remarquable par ses formes torsadées réalisée par des moyens technologiques avancés. Pour concevoir cette œuvre d'architecture, une maquette au 1/100 a été produite puis numérisée et importée sur logiciel de CAO pour calculer tous les éléments. Le coût de l’œuvre est de 8,5 millions de Deutsche Mark.